# Последние флибустьеры
«Последние флибустьеры» — приключенческий роман итальянского писателя Эмилио Сальгари, изданный впервые в 1908 году. Пятый завершающий том из цикла «Антильские пираты».

## Сюжет
Графиня Инес ди Вентимилья — дочь Красного корсара — возвращается в Панаму, чтобы претендовать на наследство. Однако маркиз де Монтелимар похищает женщину, чтобы жениться на ней и получить богатое наследство. Мендоза, Бутафуоко и дон Барреко отправляются на выручку и преследуют корабль, на котором увозят графиню. Преодолев опасности, они прибывают на Антильские острова, где сталкиваются с главой флибустьеров Ревеню де Люссана. С его помощью путешественникам удаётся вызволить Инес и продолжить путь пешком. Заметив преследователей, де Люссан оставляет часть пиратов охранять графиню в форте, и с другими пиратами отправляется сразиться с врагом. Они подходят к большому испанскому городу Сеговия-Нуово. Мендоза и дон Барреко, переодевшись в форму испанских солдат, проникают в город, чтобы похитить маркиза де Монтелимара. Однако миссия провалилась, Мендоза и дон Барреко вынуждены спасаться бегством. У реки Магдалена они встречают флибустьеров и получают помощь от племени гран-качико. Туземцы погружают золото наследства в каноэ и сопровождают до корабля, где путники смогут закончить своё опасное путешествие и начать новую жизнь.

## Переводы на русский язык
- Эмилио Сальгари. Последние флибустьеры / перевод А. Москвина. — М.: Вече, 2016. — С. 7—413. — 416 с. — (Всемирная история в романах). — ISBN 978-5-4444-3829-9.

## Экранизации
- 1921 — «Последние флибустьеры» (итал. Gli ultimi filibustieri) режиссёра Витале де Стефано (Италия)[1].
- 1943 — «Последние флибустьеры» (итал. Gli ultimi filibustieri) режиссёра Марко Элтера (Италия)[2].